# Pani hrabina
Pani hrabina – polski film dokumentalny z 1999 w reżyserii Aliny Czerniakowskiej.
Film jest filmową biografią hrabiny Renaty Ostrowskiej z Korczewa nad Bugiem. Bohaterka w czasie II wojny światowej była wolontariuszką szpitala maltańskiego w Warszawie. Gdy Niemcy zrabowali jej rodzinny pałac w Korczewie wyjechała z kraju. Studiowała w Wielkiej Brytanii. Pracowała w BBC. Po 1989 wróciła do Polski. Z 20 tys. hektarów, które stanowiły przedwojenny majątek rodziny, udało jej się odzyskać 15 hektarów. W pracach nad restauracją pałacu wspierała ją siostra Beata Ostrowska-Harris.
W części dokumentacyjnej filmu głosu narratorowi użyczył aktor Tomasz Marzecki.